# Casinaria atrata
Casinaria atrata là một loài tò vò trong họ Ichneumonidae.